# The Man on the Eiffel Tower
The Man on the Eiffel Tower je americký kriminální film z roku 1949, který patří do subžánru film noir. Film je adaptací románu Maigret a hlava muže od Georgese Simenona. Komisaře Maigreta hraje Charles Laughton. Snímek měl světovou premiéru 12. prosince 1949.

## Děj
V pařížské kavárně si Američan Bill Kirby, jeho žena Helen a její kamarádka Edna Warren povídají o Kirbyho bohaté tetě Juliet, která odmítá finančně podporovat svého synovce. Edna přiměje Kirbyho, aby se přiznal své ženě, že spolu mají poměr. I když je Helen raněná, je také pragmatická a souhlasí s rozvodem, když zůstane zabezpečená. Edna se naopak nechce ke Kirbymu nastěhovat, dokud nebude mít peníze. Kirby žertem pronese, že by zaplatil milión franků tomu, kdo by zabil jeho tetu. Krátce nato Kirby najde vzkaz, na kterém jistý M.V. přijme jeho nabídku.
Brusič nožů Joseph Heurtin se hádá se svou ženou Gisellou kvůli neustálému nedostatku peněz. Heurtin se proto v noci vloupe do domu Hendersonových. Ke své hrůze zde najde mrtvá těla majitelky domu a její služky. Během svého panického útěku ztratí v bytě brýle. Když je venku, vyhledá svého komplice Johanna Radka. Radek je muž, který nechal vzkaz v kavárně. Cestou domů říká Heurtinovi, že bude zatčen za vraždy, ale on ho dostane z vězení.
Následujícího dne je Heurtin zatčen inspektorem Maigretem, který na místě našel Heurtinovy brýle. Maigret si je ale jistý, že vrahem není Heurtin a snaží se zjistit jméno jeho komplice. V naději, že ho Heurtin dovede k tomuto komplici, mu dovolí uprchnout. Policisté v civilu Janvier a Dufour mají za úkol Heurtina sledovat.
Druhý den je v novinách otištěn dopis od anonymního autora, který uvádí, že policie Heurtina propustila pro nedostatek důkazů. Janvier ztrácí Heurtina z dohledu, za což je Maigret pokárán svým nadřízeným, který nevěří Maigretově vyšetřovací taktice. Maigret nechá originál dopisu prozkoumat odborníkem, který na papíře rozpozná skvrny od kávy. Maigret proto zajde do kavárny, kde Kirby dostal původně zprávu.
Po chvíli Maigret vidí, jak se Heurtin plíží a hledá Radka. Radek ale pozná Maigreta jako policistu. Aby ho odlákal od Heurtina, upoutá Maigretovu pozornost a nechá se zatknout. Maigret vyslýchá Radka na komisařství.
Po propuštění Radek policisty setřese a ukryje se v domě svých rodičů. Jeho matka souhlasí, že poskytne Heurtinovi útočiště ve sklepě. V kavárně se Maigret znovu setkává s Radkem, který inspektora pozve na večeři do restaurace na Eiffelově věži. Tam zaplatí účet bankovkami od Kirbyho, jejichž sériová čísla si předtím poznamenala policie. Radek dále kontaktuje Kirbyho a řekne mu, že policie hledá vražednou zbraň, na které jsou vrahovy otisky. Podaří se mu přesvědčit Kirbyho, že pokud nůž najde policie, stane se Kirby sám podezřelým.
Maigret znovu navštíví místo činu, kde nalezne mrtvého Kirbyho, který se zřejmě zastřelil. Policistům se mezitím podaří vypátrat dům Radkovy matky a zabránit tomu, aby se tam zoufalý Heurtin oběsil. Radek, pronásledovaný Maigretem, napíše výhružné dopisy Helen Kirbyové a Edně Warrenové. Chce přimět ženy, aby hledaly nůž. V domě Hendersonových narazí na Maigreta, kterého k jeho překvapení doprovází Heurtin. Maigret nechal zachytit Radkovy dopisy, čímž překazil Radkův plán nechat obě ženy zabít.
Radek je zatčen, ale podaří se mu uprchnout. Je pronásledován policií a pomstychtivým Heutinem až na vrchol Eiffelovy věže. Zde neschopný vrhnout se smrti vstříc, se vzdává. Zatímco se Heurtin smiřuje se svou manželkou, Radka čeká poprava gilotinou.

## Obsazení
| Charles Laughton      | inspektor Maigret |
| Franchot Tone         | Johann Radek      |
| Burgess Meredith      | Joseph Heurtin    |
| Robert Hutton         | Bill Kirby        |
| Jean Wallace          | Edna Warren       |
| Patricia Roc          | Helen Kirby       |
| Belita                | Gisella Heurtin   |
| George Thorpe         | Comelieu          |
| William Edward Phipps | Janvier           |
| Wilfrid Hyde-White    | profesor Grollet  |